# Megarthrus mwami
Espèce
Megarthrus mwami est une espèce de coléoptères de la famille des Staphylinidae et de la sous-famille des Proteininae.

## Répartition et habitat
Cette espèce est décrite du Burundi et du Rwanda.